# Liste von Persönlichkeiten der Stadt Jakarta
Die Liste von Persönlichkeiten der Stadt Jakarta enthält in Jakarta geborene Persönlichkeiten sowie solche, die in Jakarta gewirkt haben, dabei jedoch andernorts geboren wurden. Die Liste erhebt keinen Anspruch auf Vollständigkeit.

## In Jakarta geborene Persönlichkeiten

### 17. bis 19. Jahrhundert

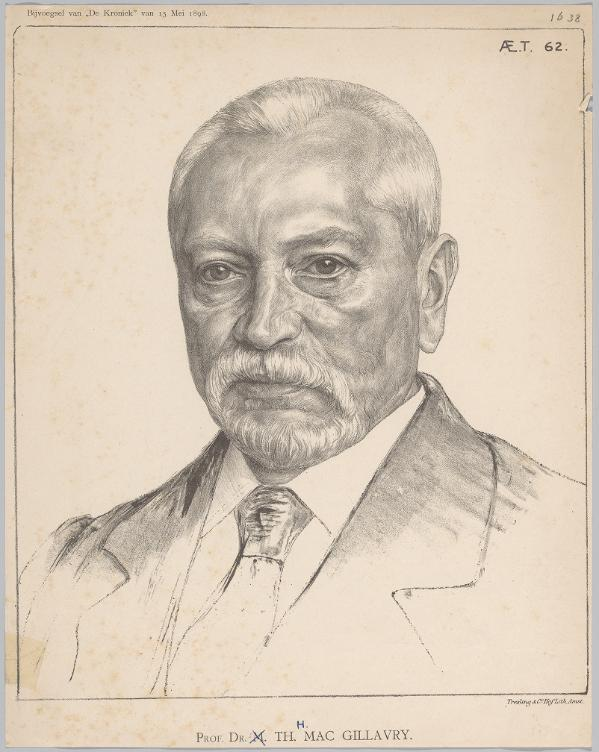
Theodorus Hendrik Mac Gillavry
(1835–1921)

- Wilhelm Homberg (1652–1715), deutscher Naturforscher
- Dirck van Cloon (1684–1735), Generalgouverneur von Niederländisch-Indien (1732–1735)
- Pieter Mijer (1812–1881), Kolonialbeamter und Politiker
- Theodorus Hendrik Mac Gillavry (1835–1921), niederländischer Mediziner
- Friedrich Carl Andreas (1846–1930), deutscher Iranist und Orientalist
- Eugen Pratje (* 1847), deutscher Genremaler der Düsseldorfer Schule
- Wilhelm Christiaan Constant Bleckmann (1853–1942), niederländischer Maler und Illustrator
- Wilhelm Büsing (1854–1932), deutscher Reichsgerichtsrat
- Adrienne Jacqueline s' Jacob (1857–1920), niederländische Malerin von Blumen- und Obststillleben
- Anthonie Cornelis Oudemans (1858–1943), niederländischer Zoologe
- Arie de Jong (1865–1957), niederländischer Reformer der Plansprache Volapük
- Arthur van Schendel (1874–1946), niederländischer Schriftsteller
- Dolf Kessler (1884–1945), niederländischer Ingenieur und Unternehmer
- Eddy de Neve (1885–1943), niederländischer Fußballspieler
- Antonius Colenbrander (1889–1929), niederländischer Reitsportler
- Helmuth Gabriel (1892–1945), deutscher Staatsanwalt
- Frits Eijken (1893–1978), niederländischer Ruderer
- Charles Gairdner (1898–1983), britischer General
- Marie Beatrice Schwarz (1898–1969), niederländische Botanikerin und Phytologin
- George Eugene Uhlenbeck (1900–1988), US-amerikanischer Physiker

### 20. Jahrhundert

#### 1901 bis 1940

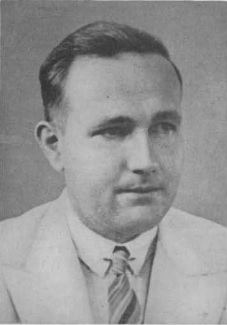
Reinout Willem van Bemmelen
(1904–1983)

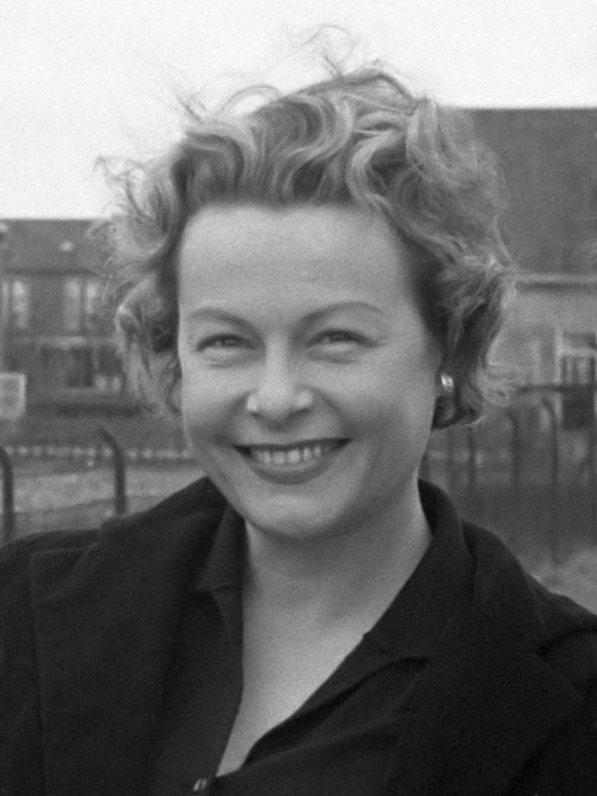
Ilse Werner
(1921–2005)

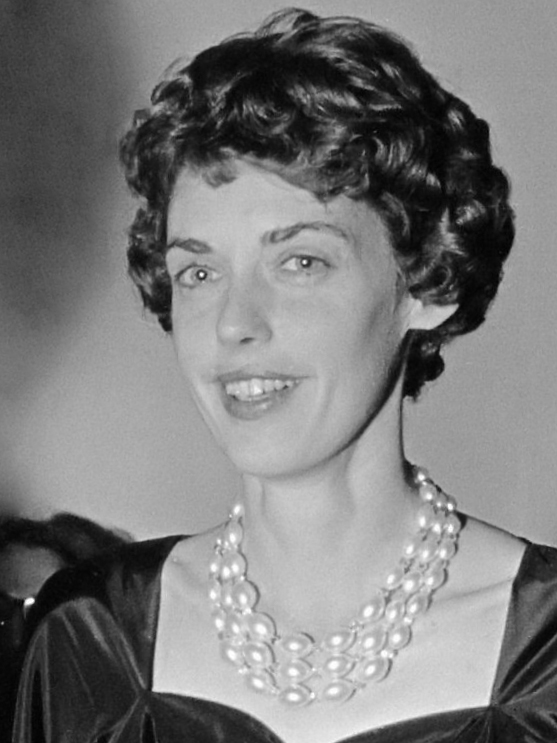
Tonke Dragt
(1930–2024)

- Charles van Baar van Slangenburgh (1902–1978), niederländischer Fußball-Nationalspieler
- Wage Rudolf Soepratman (1903–1938), Komponist
- Pieter Merkus Lambertus Tammes (1903–1980), niederländischer Botaniker
- Christine Boumeester (1904–1971), niederländische Kunstmalerin und Künstlerin
- Reinout Willem van Bemmelen (1904–1983), niederländischer Geologe
- Bob Maas (1907–1996), niederländischer Segler
- Solco Walle Tromp (1909–1983), niederländischer Geologe und Biometeorologe
- Hella Haasse (1918–2011), niederländische Schriftstellerin
- Jenne Langhout (1918–2010), niederländischer Hockeyspieler
- Dick van der Capellen (1919–2011), niederländischer Jazzmusiker
- Jan Glastra van Loon (1920–2001), niederländischer Rechtswissenschaftler und Politiker
- Annemarie Madison (1920–2010), Betreuerin und Pflegerin von AIDS-Kranken
- Willem Titus van Est (1921–2002), niederländischer Mathematiker
- Ilse Werner (1921–2005), deutsche Schauspielerin und Sängerin
- Bob van Oven (1923–2006), niederländischer Jazzmusiker
- Yōji Akao (1928–2016), japanischer Wirtschaftstheoretiker; Spezialist für strategische Planungen
- Rob Slotemaker (1929–1979), niederländischer Autorennfahrer
- Tonke Dragt (1930–2024), niederländische Kinder- und Jugendbuch-Schriftstellerin
- Christa L. Deeleman-Reinhold (1930–2025), niederländische Arachnologin
- Ferry Sonneville (1931–2003), Badmintonspieler und -funktionär
- Ali Alatas (1932–2008), Politiker
- F. Springer (1932–2011), niederländischer Schriftsteller und Diplomat
- Trisutji Kamal (1936–2021), Komponistin und Musikpädagogin
- Rob Agerbeek (1937–2023), niederländischer Jazzmusiker
- Ben Bot (* 1937), niederländischer Politiker
- Rusli Hamsjin (* 1938), Radrennfahrer
- Marius Klumperbeek (* 1938), niederländischer Ruderer
- Xing-Hu Kuo (1938–2016), deutscher Journalist
- Soerjadi Soedirdja (1938–2021), General und Politiker
- Joop van Tijn (1938–1997), niederländischer Journalist
- Benyamin Sueb (1939–1995), Schauspieler, Filmregisseur und Sänger
- Ido Abram (1940–2019), niederländischer Erziehungswissenschaftler
- Jeroen Brouwers (1940–2022), niederländischer Journalist, Schriftsteller und Essayist
- Gert Dumbar (* 1940), niederländischer Grafikdesigner
- John Ekels (* 1940), kanadischer Regattasegler
- Anja Latenstein van Voorst-Woldringh (* 1940), niederländische Politikerin

#### 1941 bis 1970
- Nib Soehendra (* 1942), deutscher Arzt

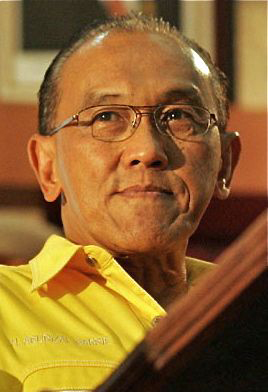
Aburizal Bakrie
(* 1946)

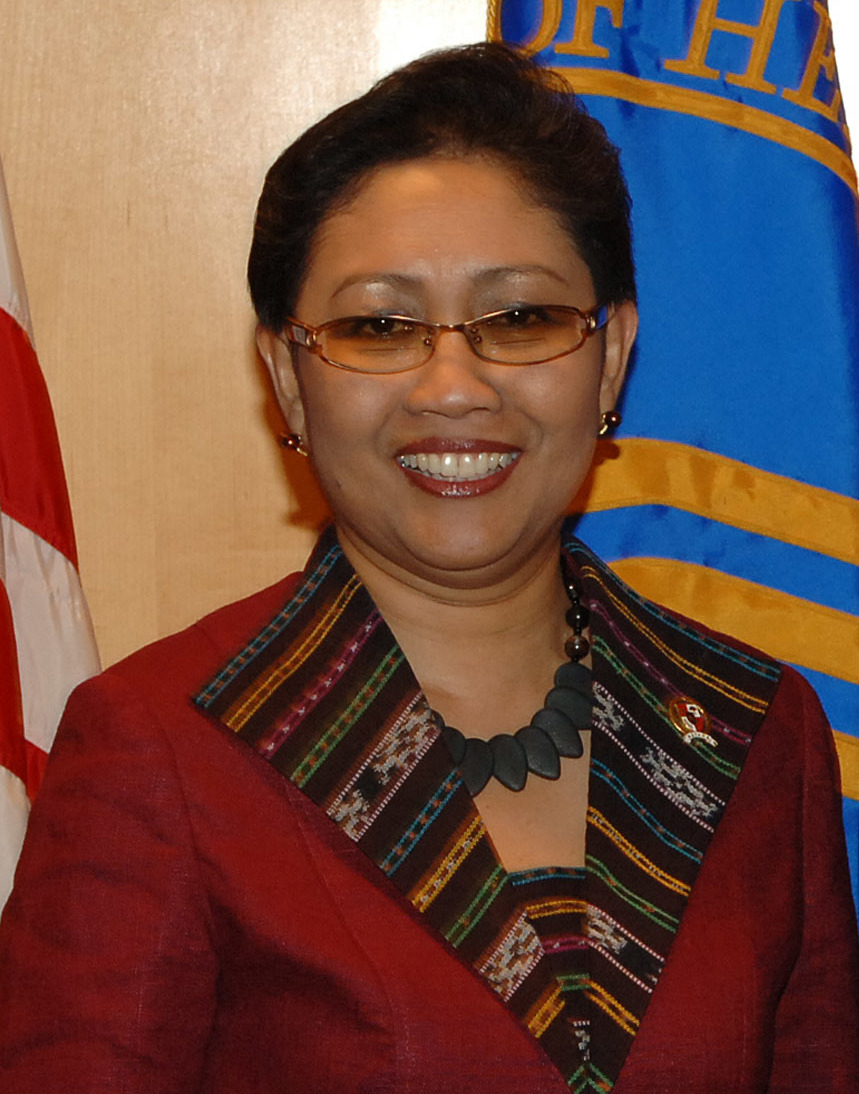
Endang Rahayu Sedyaningsih
(1955–2012)

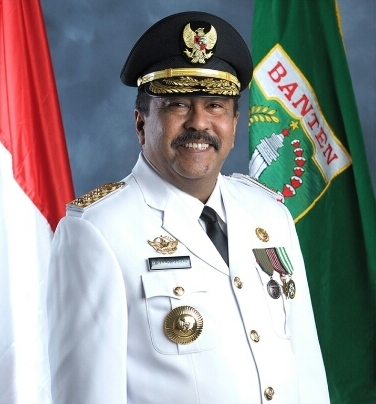
Rano Karno
(* 1960)

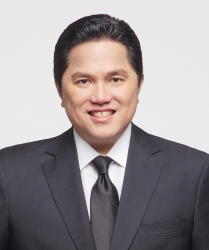
Erick Thohir
(* 1970)

- Aburizal Bakrie (* 1946), Unternehmer und Politiker
- Fauzi Bowo (* 1948), Politiker
- Zacky Anwar Makarim (* 1948), Infanterieoffizier der indonesischen Armee
- Leane Suniar (1948–2021), Bogenschützin
- Chrisye (1949–2007), Pop-Sänger und Komponist
- Qiu Yufang (* 1949), chinesische Badmintonspielerin
- Ade Chandra (* 1950), Badmintonspieler
- Cherie de Boer (* 1950), Akkordeonspieler
- Paul Ekins (* 1950), britischer Ökonom, Hochschullehrer und Politiker (Grüne)
- Prabowo Subianto (* 1951), General
- Wietse Zweitze Venema (* 1951), niederländischer Programmierer und Physiker
- Tati Sumirah (1952–2020), Badmintonspielerin
- Aldi Surjana (* 1953), Informatiker und Übersetzer
- Taco Ockerse (* 1955), niederländischer Popsänger
- Endang Rahayu Sedyaningsih (1955–2012), Ärztin und Politikerin
- Suryadharma Ali (1956–2025), Politiker
- Mari Elka Pangestu (* 1956), Ökonomin und Politikerin
- René van Helsdingen (* 1957), niederländischer Jazzpianist
- Verawaty Wiharjo (1957–2021), Badmintonspielerin
- Michael Grubert (* 1959), deutscher Jurist und Kommunalpolitiker
- Rano Karno (* 1960), Schauspieler
- Lius Pongoh (* 1960), Badmintonspieler
- Leila S. Chudori (* 1962), Autorin
- Yanti Kusmiati (* 1962), Badmintonspielerin
- Nurfitriyana Saiman (* 1962), Bogenschützin
- Chairul Tanjung (* 1962), Unternehmer
- Elizabeth Latief (* 1963), Badmintonspielerin
- Lukman Niode (1963–2020), Schwimmer
- Utut Adianto (* 1965), Schachspieler, Schachfunktionär und Politiker
- Ruben Gunawan (1968–2005), Schachspieler
- Philemon Mukarno (* 1968), niederländischer Komponist
- Ananda Sukarlan (* 1968), Pianist
- Erick Thohir (* 1970), Geschäftsmann und Minister für Staatsbetriebe
- Ardy Wiranata (* 1970), Badmintonspieler

#### 1971 bis 1990

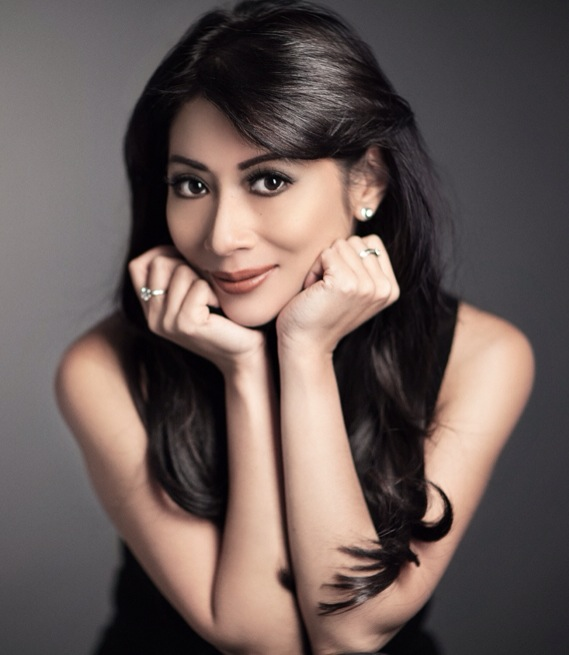
Laksmi Pamuntjak
(* 1971)

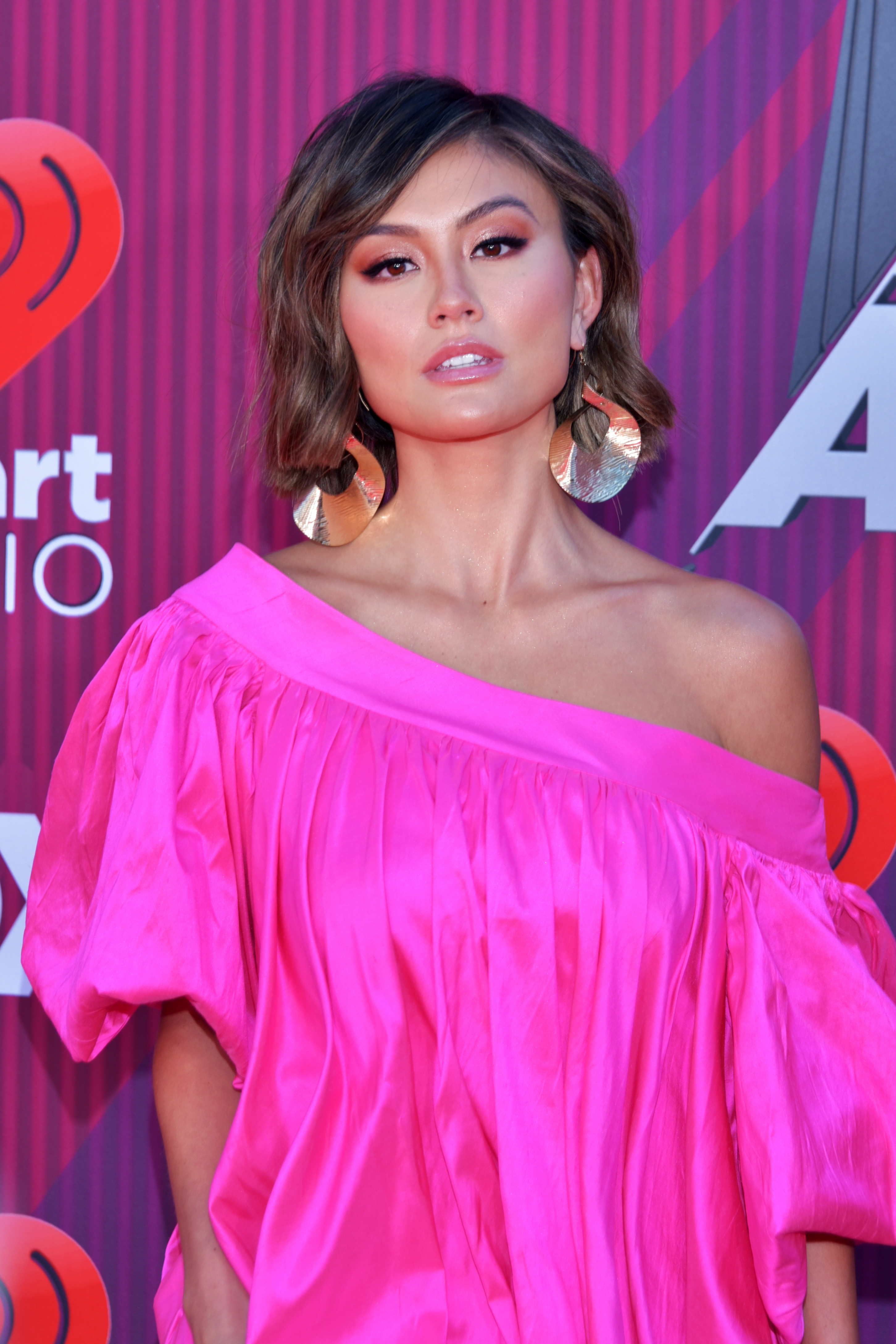
Agnes Monica
(* 1986)

- Fendry Ekel (* 1971), niederländischer Maler
- Laksmi Pamuntjak (* 1971), Schriftstellerin
- Anggun (* 1974), Pop-Sängerin
- Ade Darmawan (* 1974), Künstler und Ausstellungskurator
- Martin Carolus Zillmann (* 1976), deutscher Regisseur von Dokumentationen, Musikvideos und Werbefilmen
- Mia Audina (* 1979), Badmintonspielerin
- Chris John (* 1979), Boxer
- Ratih Kumala (* 1980), Autorin
- Ananda Mikola (* 1980), Autorennfahrer
- Raema Lisa Rumbewas (1980–2024), Gewichtheberin
- Vita Marissa (* 1981), Badmintonspielerin
- Jo Novita (* 1981), Badmintonspielerin
- Alard von Kittlitz (* 1982), Zeitungsjournalist und Schriftsteller
- Moreno Soeprapto (* 1982), Autorennfahrer
- Bunga Citra Lestari (* 1983), Sängerin und Schauspielerin
- Barry Likumahuwa (* 1983), Jazzmusiker
- Endang Nursugianti (* 1983), Badmintonspielerin
- Iko Uwais (* 1983), Schauspieler
- Satrio Hermanto (* 1984), Autorennfahrer
- Meiliana Jauhari (* 1984), Badmintonspielerin
- Markis Kido (1984–2021), Badmintonspieler
- Rani Mundiasti (* 1984), Badmintonspielerin
- Nana Lee (* 1985), Sängerin, Songwriterin, Saxophonistin und Schauspielerin
- Kamila Andini (* 1986), Filmregisseurin, Drehbuchautorin und Filmproduzentin
- Millane Fernandez (* 1986), Pop-Sängerin
- Adriyanti Firdasari (* 1986), Badmintonspielerin
- Nadya Melati (* 1986), Badmintonspielerin
- Agnes Monica (* 1986), Sängerin
- Alamsyah Yunus (* 1986), Badmintonspieler
- Zahir Ali (* 1987), Autorennfahrer
- Indra Bagus Ade Chandra (* 1987), Badmintonspieler
- Greysia Polii (* 1987), Badmintonspielerin
- Bellaetrix Manuputty (* 1988), Badmintonspielerin
- Arnold Setiadi (* 1988), US-amerikanischer Badmintonspieler indonesischer Herkunft
- Shinta Mulia Sari (* 1988), singapurische Badmintonspielerin
- Tommy Sugiarto (* 1988), Badmintonspieler
- Rahmat Adianto (* 1990), Badmintonspieler
- Lindaweni Fanetri (* 1990), Badmintonspielerin
- Adi Pratama (* 1990), Badmintonspieler
- Jessy Rompies (* 1990), Tennisspielerin
- Christopher Rungkat (* 1990), Tennisspieler
- Luke Smith (* 1990), australischer Volleyballnationalspieler

#### 1991 bis 2000
- Markus Fernaldi Gideon (* 1991), Badmintonspieler
- Beatrice Gumulya (* 1991), Tennisspielerin
- Adi Pratama (* 1991), Badmintonspieler
- Della Destiara Haris (* 1992), Badmintonspielerin
- Jones Ralfy Jansen (* 1992), deutsch-indonesischer Badmintonspieler
- Evert Sukamta (* 1992), Badmintonspieler
- Aris Budiharti (* 1993), Badmintonspielerin
- Riyanto Subagja (* 1993), Badmintonspieler
- Hafiz Faizal (* 1994), Badmintonspieler
- Putra Eka Rhoma (* 1994), Badmintonspieler
- Emilia Nova (* 1995), Leichtathletin
- Aldila Sutjiadi (* 1995), Tennisspielerin
- Ryuji Utomo (* 1995), Fußballspieler
- Sean Gelael (* 1996), Automobilrennfahrer
- Rafiddias Akhdan Nugroho (* 1996), Badmintonspieler
- Jonatan Christie (* 1997), Badmintonspieler
- Ruselli Hartawan (* 1997), Badmintonspielerin
- Bayu Kertanegara (* 1997), Sprinter
- Olivia Tjandramulia (* 1997), australische Tennisspielerin
- Frederika Cull (* 1999), Rugbyspielerin, Schauspielerin, Model und Schönheitskönigin
- Pitha Haningtyas Mentari (* 2000), Badmintonspielerin

### 21. Jahrhundert
- Lukita Maxwell (* 2001), Schauspielerin
- Janice Tjen (* 2002), Tennisspielerin
- Muhammad Ferarri (* 2003), Fußballspieler
- Marselino Ferdinan (* 2004), Fußballspieler
- Meshaal Hamzah (* 2005), sudanesisch-indonesischer Fußballspieler
- Reno Münz (* 2005), deutscher Fußballspieler

## Bekannte Einwohner von Jakarta
- Sitor Situmorang (1923–2014), Schriftsteller